# فونیشا (نیویورک)
فونیشا (به انگلیسی: Phoenicia) یک منطقهٔ مسکونی در ایالات متحده آمریکا است که در شهرستان اولستر، نیویورک واقع شده‌است. فونیشا ۳۰۹ نفر جمعیت دارد.